# Associazione Calcio Brescia 1948-1949
Questa voce raccoglie le informazioni riguardanti l'Associazione Calcio Brescia nelle competizioni ufficiali della stagione 1948-1949.

## Stagione
Il Brescia nella stagione 1948-1949 ha disputato il campionato di Serie B piazzandosi al quinto posto nel torneo vinto dal Como davanti al Venezia. La guida societaria passa dal commendator Primo Cavellini al dottor Alberto Cucchi che fino a dicembre 1949 riveste la carica di Commissario, per poi assumere quella di presidente. Sulla panchina siede Imre Senkey un allenatore ungherese che rimarrà all'ombra del Cidneo la collina nel cuore di Brescia, per due stagioni. Il campionato di Serie B torna a girone unico con 21 squadre. Due quelle che otterranno la promozione, il Brescia disputa un onorevole torneo senza eccellere ottenendo il quinto posto, miglior marcatore delle rondinelle Ettore Bertoni con 15 reti. Il 4 maggio 1949 l'aereo che riporta a Torino da Lisbona il "Grande Torino" si schianta contro la collina della Basilica di Superga. Non ci sono superstiti, tra le vittime il bresciano Mario Rigamonti e il mantovano, ma bresciano di adozione Danilo Martelli. Il 19 settembre 1959 a dieci anni dalla sua morte, verrà intitolato a Mario Rigamonti il nuovo Stadio Comunale cittadino di Mompiano, che sostituirà lo Stadium di Viale Piave.

## Rosa
| N. |                   | Ruolo | Calciatore       |
| -- | ----------------- | ----- | ---------------- |
|    | Italia (bandiera) | P     | Giovanni Casale  |
|    | Italia (bandiera) | P     | Giuseppe Romano  |
|    | Italia (bandiera) | P     | Rinaldo Seri     |
|    | Italia (bandiera) | D     | Carlo Albini     |
|    | Italia (bandiera) | D     | Giovanni Azzini  |
|    | Italia (bandiera) | D     | Luciano Comaschi |
|    | Italia (bandiera) | D     | Giuseppe Formica |
|    | Italia (bandiera) | D     | Felice Mariani   |
|    | Italia (bandiera) | D     | Dante Paolini    |
|    | Italia (bandiera) | D     | Livio Spaggiari  |
|    | Italia (bandiera) | C     | Giovanni Bodini  |

| N. |                   | Ruolo | Calciatore          |
| -- | ----------------- | ----- | ------------------- |
|    | Italia (bandiera) | C     | Spartaco Bulgarelli |
|    | Italia (bandiera) | C     | Luciano Fusari      |
|    | Italia (bandiera) | C     | Libero Gualtieri    |
|    | Italia (bandiera) | C     | Renzo Montagnini    |
|    | Italia (bandiera) | C     | Angelo Rosso        |
|    | Italia (bandiera) | C     | Giuseppe Trenzani   |
|    | Italia (bandiera) | A     | Ettore Bertoni      |
|    | Italia (bandiera) | A     | Valentino Bonaiti   |
|    | Italia (bandiera) | A     | Enzo Cozzolini      |
|    | Italia (bandiera) | A     | Enrico Grazioli     |
|    | Italia (bandiera) | A     | Vittorio Schiavi    |

## Risultati

### Serie B

#### Girone di andata
| Arbitro: | Neri (Vicenza) |

|                              |           |  |
| Mariani 78’ (aut.) Füzér 86’ | Marcatori |  |

| Arbitro: | Zambotto (Padova) |

|                        |           |  |
| Pozzo 27’ Rostagno 75’ | Marcatori |  |

| Arbitro: | Balestrino (Oneglia) |

|                                          |           |  |
| Schiavi 12’ Bertoni III 54’ Trenzani 87’ | Marcatori |  |

| Arbitro: | Savio (Torino) |

|                       |           |  |
| Rosso 29’ Schiavi 80’ | Marcatori |  |

| Arbitro: | Massai (Pisa) |

|            |           |                                                       |
| Arezzi 52’ | Marcatori | 17’ Bertoni III 58’ Rosso 66’ Cozzolini 79’ Gualtieri |

| Arbitro: | Bellè (Venezia) |

|                           |           |                             |
| Schiavi 22’ Cozzolini 57’ | Marcatori | 14’, 74’ Meroni 37’ Lipizer |

| Reggio Emilia 31 ottobre 1948 7ª giornata | Reggiana          | 0 – 0 | Brescia | Stadio Mirabello\| Arbitro: \| Fornari (Bologna) \| |
| Arbitro:                                  | Fornari (Bologna) |       |         |                                                     |

| Arbitro: | Vannini (Roma) |

|           |           |            |
| Rosso 45’ | Marcatori | 61’ Revere |

| Arbitro: | Barbieri (Milano) |

|                           |           |                             |
| Bulgarelli 35’ Albini 75’ | Marcatori | 22’ Clocchiatti 33’ Venturi |

| Arbitro: | Maglio (Torino) |

|  |           |                 |
|  | Marcatori | 28’ Bertoni III |

| Arbitro: | Buratti (Milano) |

|                                                |           |  |
| Cozzolini 50’ Schiavi 51’, 63’ Bertoni III 84’ | Marcatori |  |

| Arbitro: | Massai (Pisa) |

|                          |           |                |
| Castaldo 20’ Flumini 77’ | Marcatori | 4’ Bertoni III |

| Arbitro: | Gemini (Roma) |

|  |           |                   |
|  | Marcatori | 61’, 90’ Cattaneo |

| Arbitro: | Longagnani (Modena) |

|                         |           |  |
| Angelini 25’ Farina 58’ | Marcatori |  |

| Arbitro: | Pieri (Trieste) |

|                            |           |                  |
| Bulgarelli 21’ Schiavi 85’ | Marcatori | 36’, 62’ Badiali |

| Arbitro: | Matucci (Seregno) |

|                           |           |                            |
| Berruti 4’ Garavoglia 23’ | Marcatori | 50’ Cozzolini 55’ Grazioli |

| Arbitro: | Tibaldi (Savona) |

|              |           |  |
| Cozzolini 8’ | Marcatori |  |

| Arbitro: | Corallo (Lecce) |

|                       |           |                           |
| Sega 64’ Bizzotto 69’ | Marcatori | 30’ Schiavi 76’ Cozzolini |

| Arbitro: | Neri (Vicenza) |

|                         |           |                                    |
| Cardinali 15’ Mosca 49’ | Marcatori | 20’, 75’ Cozzolini 80’ Bertoni III |

| Arbitro: | Corallo (Lecce) |

|                        |           |  |
| Cavaleri 77’ Badii 86’ | Marcatori |  |

| Arbitro: | Pieri (Trieste) |

|             |           |                          |
| Schiavi 63’ | Marcatori | 26’ Šuprina 85’ Spartano |

#### Girone di ritorno
| Arbitro: | Coppolone (Bari) |

|                |           |  |
| Bulgarelli 24’ | Marcatori |  |

| Arbitro: | Piemonte (Monfalcone) |

|               |           |  |
| Bulgarelli 8’ | Marcatori |  |

| Arbitro: | Malingher (Roma) |

|                                  |           |                 |
| Castellano 36’, 80’ Toncelli 53’ | Marcatori | 23’ Bertoni III |

| Pescara 13 febbraio 1949 25ª giornata | Pescara           | 0 – 0 | Brescia | Stadio Rampigna\| Arbitro: \| Moradei (Trieste) \| |
| Arbitro:                              | Moradei (Trieste) |       |         |                                                    |

| Arbitro: | Bernardi (Savona) |

|                |           |  |
| Bulgarelli 81’ | Marcatori |  |

| Arbitro: | Zambotto (Padova) |

|              |           |  |
| Maronati 46’ | Marcatori |  |

| Arbitro: | Franzi (Vercelli) |

|                            |           |               |
| Bodini 55’, 74’ Fusari 56’ | Marcatori | 19’ Mantovani |

| Arbitro: | Massai (Pisa) |

|            |           |                |
| Pietta 89’ | Marcatori | 50’ Bulgarelli |

| Arbitro: | Canavesio (Torino) |

|             |           |  |
| Capelli 40’ | Marcatori |  |

| Arbitro: | Arpaja (Roma) |

|                  |           |                   |
| Schiavi 33’, 74’ | Marcatori | 24’ (aut.) Romano |

| Arbitro: | Marchetti (Milano) |

|  |           |                      |
|  | Marcatori | 75’, 78’ Bertoni III |

| Arbitro: | Poggipollini (Ferrara) |

|                                     |           |             |
| Schiavi 36’ Rosso 63’ Gualtieri 75’ | Marcatori | 39’ Flumini |

| Arbitro: | Matucci (Seregno) |

|                          |           |  |
| Muci 1’, 23’ Zambelli 6’ | Marcatori |  |

| Arbitro: | Pizzato (Mestre) |

|                                         |           |  |
| Grazioli 9’ Bertoni III 54’ Schiavi 65’ | Marcatori |  |

| Arbitro: | Piemonte (Monfalcone) |

|            |           |  |
| Frizzi 87’ | Marcatori |  |

| Arbitro: | Agnolin (Bassano del Grappa) |

|                      |           |                           |
| Bertoni III 31’, 55’ | Marcatori | 14’ (rig.) 38’ Garavoglia |

| Arbitro: | Rigato (Mestre) |

|                                   |           |                                         |
| Bertolucci 8’, 46’ Bortoletto 71’ | Marcatori | 35’ Bertoni III 60’ Albini 75’ Grazioli |

| Arbitro: | Savio (Torino) |

|                       |           |                       |
| Schiavi 20’ Rosso 34’ | Marcatori | 14’ Conti 79’ Facchin |

| Arbitro: | Bellè (Venezia) |

|                                        |           |              |
| Schiavi 10’ Bertoni III 65’ Fusari 89’ | Marcatori | 3’ Silvestri |

| Arbitro: | Morielli (Genova) |

|                              |           |  |
| Grazioli 41’ Bertoni III 72’ | Marcatori |  |

| Arbitro: | Moratelli (Bologna) |

|                         |           |                 |
| Spartano 21’ La Paz 72’ | Marcatori | 78’ Bertoni III |

## Statistiche

### Statistiche di squadra
| Competizione | Punti | In casa | In casa | In casa | In casa | In casa | In casa | In trasferta | In trasferta | In trasferta | In trasferta | In trasferta | In trasferta | Totale | Totale | Totale | Totale | Totale | Totale | DR  |
| Competizione | Punti | G       | V       | N       | P       | Gf      | Gs      | G            | V            | N            | P            | Gf           | Gs           | G      | V      | N      | P      | Gf     | Gs     | DR  |
| ------------ | ----- | ------- | ------- | ------- | ------- | ------- | ------- | ------------ | ------------ | ------------ | ------------ | ------------ | ------------ | ------ | ------ | ------ | ------ | ------ | ------ | --- |
| Serie B      | 45    | 21      | 13      | 5       | 3       | 41      | 20      | 21           | 4            | 6            | 11           | 20           | 30           | 42     | 17     | 11     | 14     | 61     | 50     | +11 |

### Statistiche dei giocatori
| Giocatore     | Serie B  | Serie B |
| Giocatore     | Presenze | Reti    |
| ------------- | -------- | ------- |
| C. Albini     | 38       | 2       |
| G. Azzini     | 1        | 0       |
| E. Bertoni    | 40       | 15      |
| G. Bodini     | 10       | 2       |
| V. Bonaiti    | 1        | 0       |
| S. Bulgarelli | 23       | 6       |
| G. Casale     | 2        | -5      |
| L. Comaschi   | 1        | 0       |
| E. Cozzolini  | 18       | 6       |
| G. Formica    | 7        | 0       |
| L. Fusari     | 25       | 2       |
| E. Grazioli   | 19       | 4       |
| L. Gualtieri  | 27       | 2       |
| F. Mariani    | 42       | 0       |
| R. Montagnini | 1        | 0       |
| D. Paolini    | 37       | 0       |
| G. Romano     | 27       | -28     |
| A. Rosso      | 40       | 5       |
| V. Schiavi    | 40       | 14      |
| R. Seri       | 13       | -17     |
| L. Spaggiari  | 27       | 0       |
| G. Trenzani   | 20       | 1       |